# Spelartrupper under juniorvärldsmästerskapet i ishockey 2010
Här nedan listas alla spelartrupper under Juniorvärldsmästerskapet i ishockey 2010.

## Toppdivisionen

### Grupp A

#### Kanada
- Förbundskapten:  Willie Desjardins

| Pos. | Nr | Spelare             | Lag                                  |
| ---- | -- | ------------------- | ------------------------------------ |
| M    | 1  | Jake Allen          | Le Club de Hockey Junior de Montréal |
| M    | 31 | Martin Jones        | Calgary Hitmen                       |
| B    | 2  | Colten Teubert      | Regina Pats                          |
| B    | 3  | Travis Hamonic      | Moose Jaw Warriors                   |
| B    | 5  | Marco Scandella     | Foreurs de Val-d'Or                  |
| B    | 6  | Ryan Ellis          | Windsor Spitfires                    |
| B    | 22 | Jared Cowen         | Spokane Chiefs                       |
| B    | 24 | Calvin de Haan      | Oshawa Generals                      |
| B    | 27 | Alex Pietrangelo    | St. Louis Blues                      |
| F    | 4  | Taylor Hall         | Windsor Spitfires                    |
| F    | 7  | Gabriel Bourque     | Drakkar de Baie-Comeau               |
| F    | 9  | Nazem Kadri         | London Knights                       |
| F    | 10 | Brayden Schenn      | Brandon Wheat Kings                  |
| F    | 12 | Adam Henrique       | Windsor Spitfires                    |
| F    | 14 | Jordan Eberle       | Regina Pats                          |
| F    | 15 | Brandon McMillan    | Kelowna Rockets                      |
| F    | 16 | Greg Nemisz         | Windsor Spitfires                    |
| F    | 17 | Brandon Kozun       | Calgary Hitmen                       |
| F    | 19 | Stefan Della-Rovere | Barrie Colts                         |
| F    | 20 | Luke Adam           | Cape Breton Screaming Eagles         |
| F    | 26 | Jordan Caron        | Océanic de Rimouski                  |
| F    | 28 | Patrice Cormier     | Océanic de Rimouski                  |

#### Lettland
- Förbundskapten:  Andrejs Maticins

| Pos. | Nr | Spelare           | Lag                   |
| ---- | -- | ----------------- | --------------------- |
| M    | 2  | Janis Kalninš     | HK Liepajas Metalurgs |
| M    | 30 | Raimonds Ermics   | Boston Bulldogs       |
| B    | 3  | Alberts Iliško    | Nynäshamns IF HC      |
| B    | 4  | Gvido Kauss       | Dinamo-Juniors Riga   |
| B    | 5  | Eriks Ševcenko    | Dinamo-Juniors Riga   |
| B    | 8  | Janis Šmits       | Nynäshamns IF HC      |
| B    | 24 | Rolands Gritans   | [ 1 ]                 |
| B    | 25 | Martinš Jakovlevs | Dinamo-Juniors Riga   |
| B    | 26 | Karlis Kalvitis   | Shattuck St. Mary     |
| B    | 29 | Ralfs Freibergs   | Dinamo-Juniors Riga   |
| F    | 7  | Raimonds Vilkoits | Dinamo-Juniors Riga   |
| F    | 9  | Juris Upitis      | Dinamo-Juniors Riga   |
| F    | 10 | Miks Indrašis     | Dinamo-Juniors Riga   |
| F    | 11 | Roberts Bukarts   | Dinamo Riga           |
| F    | 13 | Gunars Skvorcovs  | HK Liepajas Metalurgs |
| F    | 15 | Ronalds Keninš    | GCK Lions             |
| F    | 16 | Arturs Mickevics  | HK Liepajas Metalurgs |
| F    | 19 | Roberts Mazinš    | New England Stars     |
| F    | 20 | Miks Lipsbergs    | Ozolnieki Juniors     |
| F    | 21 | Ronalds Cinks     | Dinamo Riga           |
| F    | 22 | Rolands Vigners   | Asnières HC           |
| F    | 28 | Edgars Ulešcenko  | HC Kladno             |

#### Schweiz
- Förbundskapten:  Jakob Kölliker

| Pos. | Nr | Spelare             | Lag                   |
| ---- | -- | ------------------- | --------------------- |
| M    | 1  | Benjamin Conz       | SC Langnau Tigers     |
| M    | 10 | Matthias Mischler   | SC Bern               |
| B    | 2  | Luca Camperchioli   | GCK Lions             |
| B    | 28 | Jannik Fischer      | EV Zug                |
| B    | 4  | Patrick Geering     | EV Zug                |
| B    | 27 | Roman Josi          | SC Bern               |
| B    | 23 | Michael Loichat     | EV Zug                |
| B    | 5  | Luca Sbisa          | Lethbridge Hurricanes |
| B    | 18 | Dominik Schlumpf    | Shawinigan Cataractes |
| B    | 7  | Lukas Stoop         | HC Davos              |
| B    | 32 | Ramon Untersander   | HC Davos              |
| F    | 16 | Benjamin Antonietti | HC Genève Servette    |
| F    | 15 | Jeffrey Fuglister   | Kloten Flyers         |
| F    | 3  | Nicolas Gay         | EHC Basel             |
| F    | 21 | Mauro Jörg          | HC Lugano             |
| F    | 26 | Pascal Marolf       | EHC Basel             |
| F    | 19 | Ryan McGregor       | GCK Lions             |
| F    | 22 | Nino Niederreiter   | Portland Winterhawks  |
| F    | 8  | Sven Ryser          | GCK Lions             |
| F    | 9  | Reto Schappi        | GCK Lions             |
| F    | 10 | Tristan Scherwey    | SC Bern               |
| F    | 17 | Tim Weber           | Modo Hockey           |

#### Slovakien
- Förbundskapten:  Stefan Mikes

| Pos. | Nr | Spelare           | Lag                    |
| ---- | -- | ----------------- | ---------------------- |
| M    | 1  | Marek Ciliak      | Orange 20 Puchov       |
| M    | 2  | Tomas Halasz      | HC Košice              |
| B    | 3  | Martin Stajnoch   | HC Slovan Bratislava   |
| B    | 4  | Henrich Jabornik  | Orange 20 Puchov       |
| B    | 8  | Matus Rais        | Orange 20 Puchov       |
| B    | 16 | Peter Hrasko      | Orange 20 Puchov       |
| B    | 21 | Michal Siska      | Orange 20 Puchov       |
| B    | 25 | Martin Marincin   | Orange 20 Puchov       |
| B    | 29 | Ivan Jankovic     | Orange 20 Puchov       |
| F    | 6  | Maros Grosaft     | Orange 20 Puchov       |
| F    | 7  | Martin Bakos      | Orange 20 Puchov       |
| F    | 10 | Tomáš Tatar       | Grand Rapids Griffins  |
| F    | 12 | Frantisek Gerhat  | HC Litvinov            |
| F    | 13 | Libor Hudacek     | Orange 20 Puchov       |
| F    | 14 | Samuel Mlynarovic | Orange 20 Puchov       |
| F    | 17 | Radoslav Illo     | Tri-City Storm         |
| F    | 18 | Jakub Gasparovic  | Orange 20 Puchov       |
| F    | 20 | Michael Vandas    | Orange 20 Puchov       |
| F    | 24 | Marek Viedensky   | Prince George Cougars  |
| F    | 26 | Adam Lapsansky    | HK Aquacity ŠKP Poprad |
| F    | 27 | Andrej Stastny    | Orange 20 Puchov       |
| F    | 28 | Richard Panik     | Windsor Spitfires      |

#### USA
- Förbundskapten:  Dean Blais

| Pos. | Nr | Spelare          | Lag                                         |
| ---- | -- | ---------------- | ------------------------------------------- |
| M    | 1  | Jack Campbell    | USA:s juniorishockeylandslag                |
| M    | 30 | Mike Lee         | St. Cloud State University                  |
| B    | 11 | John Carlson     | Hershey Bears                               |
| B    | 4  | Matt Donovan     | Denver Pioneers men's ice hockey            |
| B    | 24 | Cam Fowler       | Windsor Spitfires                           |
| B    | 28 | Jake Gardiner    | Wisconsin Badgers                           |
| B    | 18 | Brian Lashoff    | Kingston Frontenacs                         |
| B    | 2  | John Ramage      | Wisconsin Badgers                           |
| B    | 5  | David Warsofsky  | Boston University Terriers men's ice hockey |
| F    | 17 | Ryan Bourque     | Remparts de Québec                          |
| F    | 29 | Jerry D'Amigo    | Rensselaer Polytechnic Institute            |
| F    | 22 | AJ Jenks         | Plymouth Whalers                            |
| F    | 10 | Tyler Johnson    | Spokane Chiefs                              |
| F    | 20 | Chris Kreider    | Boston College Eagles ice hockey            |
| F    | 8  | Danny Kristo     | North Dakota Fighting Sioux ice hockey      |
| F    | 9  | Philip McRae     | London Knights                              |
| F    | 26 | Jeremy Morin     | Kitchener Rangers                           |
| F    | 23 | Kyle Palmieri    | Notre Dame Fighting Irish men's ice hockey  |
| F    | 19 | Jordan Schroeder | Minnesota Golden Gophers men's ice hockey   |
| F    | 21 | Derek Stepan     | Wisconsin Badgers                           |
| F    | 14 | Luke Walker      | Portland Winter Hawks                       |
| F    | 16 | Jason Zucker     | USA:s juniorishockeylandslag                |

### Grupp B

#### Ryssland
- Förbundskapten:  Vladimir Pljusjtjev

| Pos. | Nr | Spelare              | Lag                      |
| ---- | -- | -------------------- | ------------------------ |
| M    | 1  | Ramis Sadikov        | Erie Otters              |
| M    | 20 | Igor Bobkov          | Metallurg Magnitogorsk   |
| B    | 2  | Nikita Zajtsev       | HC Sibir Novosibirsk     |
| B    | 3  | Nikita Pivtsakin     | Avangard Omsk            |
| B    | 5  | Dmitrij Kostromitin  | Huskies de Rouyn-Noranda |
| B    | 9  | Dmitrij Orlov        | Metallurg Novokuznetsk   |
| B    | 26 | Alexander Tarasov    | HC MVD                   |
| B    | 27 | Maxim Chudinov       | Severstal Cherepovets    |
| B    | 29 | Anton Klementjev     | New York Islanders       |
| F    | 7  | Vjatjeslav Kulemin   | HC CSKA Moskva           |
| F    | 8  | Aleksandr Burmistrov | Barrie Colts             |
| F    | 10 | Vladimir Tarasenko   | HC Sibir Novosibirsk     |
| F    | 11 | Maxim Trunev         | Severstal Cherepovets    |
| F    | 13 | Maxim Kitsyn         | Metallurg Magnitogorsk   |
| F    | 14 | Ivan Telegin         | Saginaw Spirit           |
| F    | 16 | Petr Chochriakov     | Neftechimik Nizjnekamsk  |
| F    | 17 | Jevgegenij Kuznetsov | Traktor Tjeljabinsk      |
| F    | 19 | Pavel Dedunov        | Amur Chabarovsk          |
| F    | 21 | Kirill Petrov        | Neftjanik Almetjevsk     |
| F    | 22 | Jevgenij Timkin      | Avangard Omsk            |
| F    | 25 | Magomed Gimbatov     | SKA Saint Petersburg     |
| F    | 28 | Nikita Filatov       | HC CSKA Moskva           |

#### Sverige
- Förbundskapten:  Pär Mårts

| Pos. | Nr | Spelare                  | Lag             |
| ---- | -- | ------------------------ | --------------- |
| M    | 25 | Jacob Markström          | Brynäs IF       |
| M    | 1  | Anders Nilsson           | Luleå HF        |
| B    | 2  | Lukas Kilström           | Södertälje SK   |
| B    | 3  | Oliver Ekman Larsson     | Leksands IF     |
| B    | 4  | Tim Erixon               | Skellefteå AIK  |
| B    | 5  | Adam Larsson             | Skellefteå AIK  |
| B    | 6  | Peter Andersson          | Frölunda HC     |
| B    | 7  | David Rundblad           | Skellefteå AIK  |
| B    | 14 | Mattias Ekholm           | Mora IK         |
| F    | 9  | Mattias Tedenby          | HV 71           |
| F    | 10 | Jacob Josefson           | Djurgårdens IF  |
| F    | 11 | Marcus Johansson         | Färjestads BK   |
| F    | 12 | Dennis Rasmusson         | VIK Västerås HK |
| F    | 13 | Jakob Silfverberg        | Brynäs IF       |
| F    | 16 | Anton Lander             | Timrå IK        |
| F    | 17 | Carl Klingberg           | Frölunda HC     |
| F    | 18 | Anton Rödin              | Brynäs IF       |
| F    | 20 | André Petersson          | HV 71           |
| F    | 21 | Magnus Pääjärvi Svensson | Timrå IK        |
| F    | 24 | Marcus Krüger            | Djurgårdens IF  |
| F    | 26 | Daniel Brodin            | Djurgårdens IF  |
| F    | 26 | Martin Lundberg          | Skellefteå AIK  |

#### Tjeckien
- Förbundskapten:  Jaromir Sindel

| Pos. | Nr | Spelare          | Lag                      |
| ---- | -- | ---------------- | ------------------------ |
| M    | 1  | Pavel Francouz   | HC Plzen                 |
| M    | 30 | Jakub Sedlacek   | RI OKNA Zlín             |
| B    | 3  | Radko Gudas      | Everett Silvertips       |
| B    | 5  | Jakub Jerabek    | HC Plzen                 |
| B    | 23 | Michal Jordan    | Plymouth Whalers         |
| B    | 29 | Michal Kempny    | Kometa Brno              |
| B    | 7  | Andrej Sustr     | Youngstown Phantoms      |
| B    | 15 | Vladimir Roth    | HC Slavia Prag           |
| B    | 4  | Tomas Voracek    | HC Vítkovice             |
| F    | 12 | Tomas Dolezal    | HC Slavia Prag           |
| F    | 26 | Michal Hlinka    | Saguenéens de Chicoutimi |
| F    | 10 | Roman Horak      | Chilliwack Bruins        |
| F    | 9  | Jan Kana         | HC Vítkovice             |
| F    | 24 | Jan Kovar        | HC Plzen                 |
| F    | 13 | Robert Kousal    | HC Moeller Pardubice     |
| F    | 14 | Tomas Knotek     | Halifax Mooseheads       |
| F    | 18 | Tomas Kubalik    | Tigres de Victoriaville  |
| F    | 11 | Andrej Nestrasil | Tigres de Victoriaville  |
| F    | 27 | David Ostrizek   | HC Ocelári Trinec        |
| F    | 16 | Stepan Novotny   | Swift Current Broncos    |
| F    | 22 | Tomas Vincour    | Edmonton Oil Kings       |

#### Finland
- Förbundskapten:  Hannu Jortikka

| Pos. | Nr | Spelare               | Lag                 |
| ---- | -- | --------------------- | ------------------- |
| M    | 1  | Joni Ortio            | HC TPS              |
| M    | 28 | Petteri Similä        | Niagara Ice Dogs    |
| B    | 9  | Sami Vatanen          | JYP                 |
| B    | 4  | Teemu Eronen          | Jokerit             |
| B    | 8  | Jyri Niemi            | Saskatoon Blades    |
| B    | 6  | Kristian Näkyvä       | Esbo Blues          |
| B    | 3  | Tommi Kivistö         | Jokerit             |
| B    | 12 | Aleksi Laakso         | Esbo Blues          |
| B    | 25 | Veli-Matti Vittasmäki | TPS                 |
| F    | 22 | Mikael Granlund       | HIFK                |
| F    | 10 | Matias Myttynen       | Ilves               |
| F    | 11 | Toni Rajala           | Brandon Wheat Kings |
| F    | 13 | Matias Sointu         | Sudbury Wolves      |
| F    | 14 | Pekka Jormakka        | JYP                 |
| F    | 16 | Eero Elo              | Lukko               |
| F    | 18 | Iiro Pakarinen        | KalPa               |
| F    | 19 | Joonas Rask           | Ilves               |
| F    | 20 | Jere Sallinen         | Esbo Blues          |
| F    | 21 | Jasse Ikonen          | JYP                 |
| F    | 23 | Jani Lajunen          | Esbo Blues          |
| F    | 29 | Joonas Nättinen       | Esbo Blues          |

#### Österrike
- Förbundskapten:  Dieter Werfring

| Pos. | Nr | Spelare                 | Lag                  |
| ---- | -- | ----------------------- | -------------------- |
| M    | 1  | Lorenz Hirn             | Black Wings Linz     |
| M    | 32 | Marco Wieser            | Alpena Icediggers    |
| B    | 13 | Nikolaus Hartl          | EK Zell Am See       |
| B    | 2  | Maximilian Oliver Isopp | EC Red Bull Salzburg |
| B    | 22 | Florian Muhlstein       | EC Red Bull Salzburg |
| B    | 6  | Alexander Pallestrang   | Black Wings Linz     |
| B    | 9  | Fabian Scholz           | EC-KAC               |
| B    | 8  | Stefan Ulmer            | Spokane Chiefs       |
| B    | 3  | Andreas Untergaschnigg  | EC Red Bull Salzburg |
| B    | 4  | Marco Zorec             | EC Villacher SV      |
| F    | 19 | Dominique Heinrich      | EC Red Bull Salzburg |
| F    | 14 | Fabio Hofer             | EC Dornbirn          |
| F    | 10 | Pascal Kainz            | EHC Lustenau         |
| F    | 15 | Konstantin Komarek      | Luleå HF             |
| F    | 25 | Alexander Korner        | EC Red Bull Salzburg |
| F    | 18 | Andreas Kristler        | EC Villacher SV      |
| F    | 16 | Patrick Maier           | EC Red Bull Salzburg |
| F    | 17 | Markus Pock             | EC-KAC               |
| F    | 23 | Peter Schneider         | HC Znojemští Orli    |
| F    | 7  | Markus Unterweger       | EC Red Bull Salzburg |
| F    | 24 | Maximilian Wilfan       | Grums IK             |
| F    | 27 | Marcel Wolf             | EC Dornbirn          |